# David Adiele
David Adiele (né le 5 février 1955 au Nigeria britannique) est un joueur de football international nigérian, qui évoluait au poste de défenseur.

## Biographie

### Carrière en sélection
Avec l'équipe du Nigeria, il figure dans le groupe des sélectionnés lors de la Coupe d'Afrique des nations de 1980 remportée par son équipe
Il participe également aux Jeux olympiques de 1980. Lors du tournoi olympique organisé en Union soviétique, il joue deux matchs : contre la Tchécoslovaquie et la Colombie.
Il joue enfin un match contre la Tunisie comptant pour les tours préliminaires de la coupe du monde 1982.

## Palmarès
Nigeria
- Coupe d'Afrique des nations (1) :
  - Vainqueur : 1980